# Podjelje
Podjelje este o localitate din comuna Bohinj, Slovenia, cu o populație de 85 de locuitori.